# Gothic (album)
Gothic è il secondo album in studio del gruppo musicale britannico Paradise Lost, pubblicato il 19 marzo 1991 dalla Peaceville Records.
La ripubblicazione del 2003 include dei remix di due pezzi inclusi nel primo album della band Lost Paradise.

## Tracce
1. Gothic – 4:51
2. Dead Emotion – 4:38
3. Shattered – 4:01
4. Rapture – 5:09
5. Eternal – 3:55
6. Falling Forever – 3:35
7. Angel Tears – 2:40
8. Silent – 4:42
9. The Painless – 4:02
10. Desolate – 1:51

### Tracce aggiuntive
1. Rotting Misery (Doom Dub) – 6:00
2. Breeding Fear (Demolition Dub) – 4:47

## Formazione
Gruppo
- Nick Holmes - voce
- Greg Mackintosh  - chitarra
- Aaron Aedy - chitarra
- Steve Edmonson - basso
- Matthew Archer - batteria

Crediti
- Arrangiamenti: Mackintosh / Holmes.
- Prodotto da Keith Appleton.
- Arrangiamenti orchestrali di Keith Appleton. Le parti orchestrali sono eseguite dalla The Raptured Symphony Orchestra.
- Voci femminili di Sarah Marrion.